# Гуампа

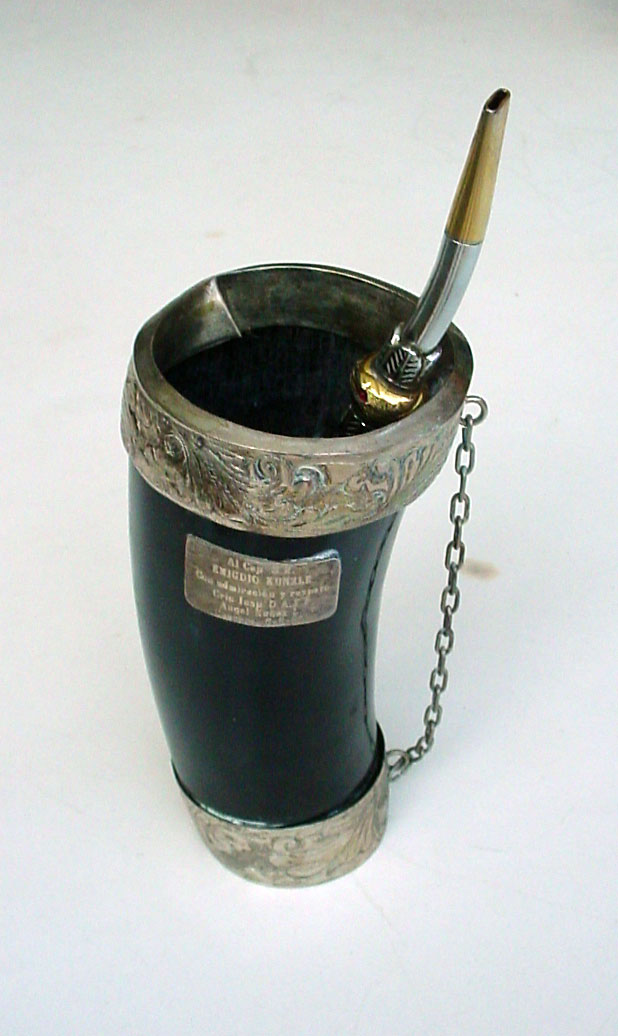
Гуампа с бомбильей

Гуампа (кечуа huampa, uampa) — открытый сосуд, распространённый в некоторых странах Южной Америки. Делается в основном из рога, реже из кости, керамики и металла. Украшается узорами и металлическими накладками. Используется для питья местных напитков из листьев падуба парагвайского — терере и мате.